# Diocese de Talca
A Diocese de Talca (em latim: Dioecesis Talcensis) é uma diocese localizada na cidade de Talca, pertencente a Arquidiocese de Santiago do Chile no Chile. Foi fundada em 18 de outubro de 1925 pelo Papa Pio XI. Com uma população católica de 465.060 habitantes, sendo 65,5% da população total, possui 45 paróquias com dados de 2017.

## História
A Diocese de Talca foi criada em 18 de outubro de 1925 pelo Papa Pio XI através da Arquidiocese de Santiago do Chile. 

## Lista de bispos
A seguir uma lista de bispos desde a criação da diocese em 1925. 
|                   | Nome                                 | Período   | Notas                       |
| Bispos            | Bispos                               | Bispos    | Bispos                      |
| ----------------- | ------------------------------------ | --------- | --------------------------- |
| 5º                | Galo Fernández Villaseca             | 2021 -    | Atual                       |
| 4º                | Horacio del Carmen Valenzuela Abarca | 1996-2018 | Aposentado                  |
| 3º                | Carlos González Cruchaga             | 1967-1996 | Aposentado                  |
| 2º                | Manuel Larraín Errázuriz             | 1939-1966 | Faleceu                     |
| 1º                | Carlos Silva Cotapos                 | 1925-1939 | Faleceu                     |
| Bispo coadjutor   |                                      |           |                             |
|                   | Manuel Larraín Errazuriz             | 1938-1939 |                             |
| Bispos auxiliares |                                      |           |                             |
|                   | Alejandro Goić Karmelić              | 1991-1994 | Nomeado bispo de Osorno     |
|                   | Pablo Lizama Riquelme                | 1988-1991 | Nomeado bispo de Melipilla  |
|                   | Alejandro Jiménez Lafeble            | 1975-1983 | Nomeado bispo de Valdivia   |
|                   | Enrique Alvear Urrutia               | 1963-1965 | Nomeado bispo de San Felipe |
|                   | Bernardino Piñera Carvallo           | 1958-1960 | Nomeado bispo de Temuco     |